# Trofaiach
Trofaiach osztrák város Stájerország Leobeni járásában. Lakossága 2017 januárjában 11 143 fő volt.

## Elhelyezkedése

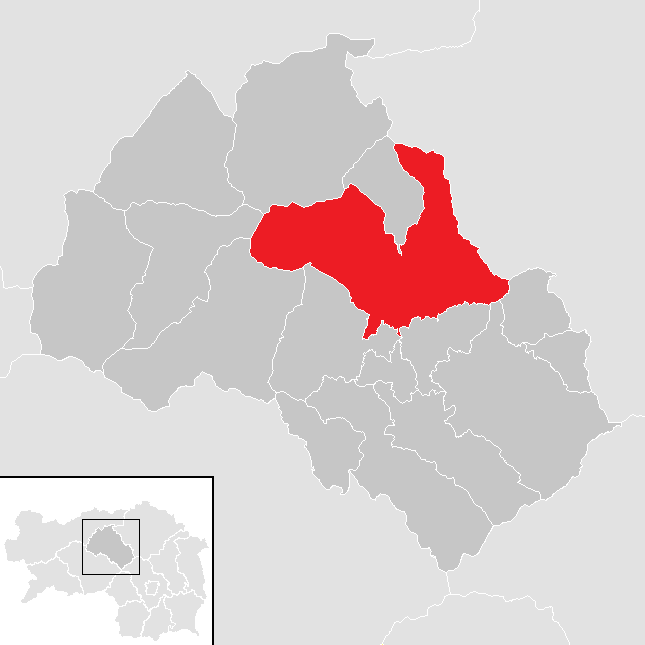
Trofaiach a Leobeni járásban

Trofaiach Felső-Stájerországban, a járásközpont Leobentől kb. 10 km-re északra a Vordernberg-völgyben, illetve a Trofaiachi-medencében helyezkedik el. Az önkormányzat területének nagy része erdő vagy magashegység, az Eisenerzi-Alpok több 2000 m fölötti csúcsa hozzá tartozik (Hochturm 2081 m, Eisenerzer Reichenstein 2165 m, Gößeck 2214 m). A városközponton a Vordernbergerbach patak folyik keresztül. 
Az önkormányzat 10 katasztrális községben 19 települést egyesít: Edling (371 lakos), Gai (68), Gausendorf (170), Gimplach (250), Gößgraben (45), Hafning bei Trofaiach (523), Krumpen (72), Kurzheim (132), Laintal (597), Oberdorf (27), Putzenberg (69), Rötz (300), Schardorf (230), Töllach (20), Treffning (110), Trofaiach (7817), Untergimplach (157), Unterkurzheim (70) és Windischbühel (180).
A környező önkormányzatok: északra Vordernberg, északkeletre Tragöß-Sankt Katharein, délkeletre Proleb és Leoben, délre Sankt Peter-Freienstein, délnyugatra Kammern im Liesingtal, nyugatra Kalwang és Mautern in Steiermark, északnyugatra Eisenerz.

## Története

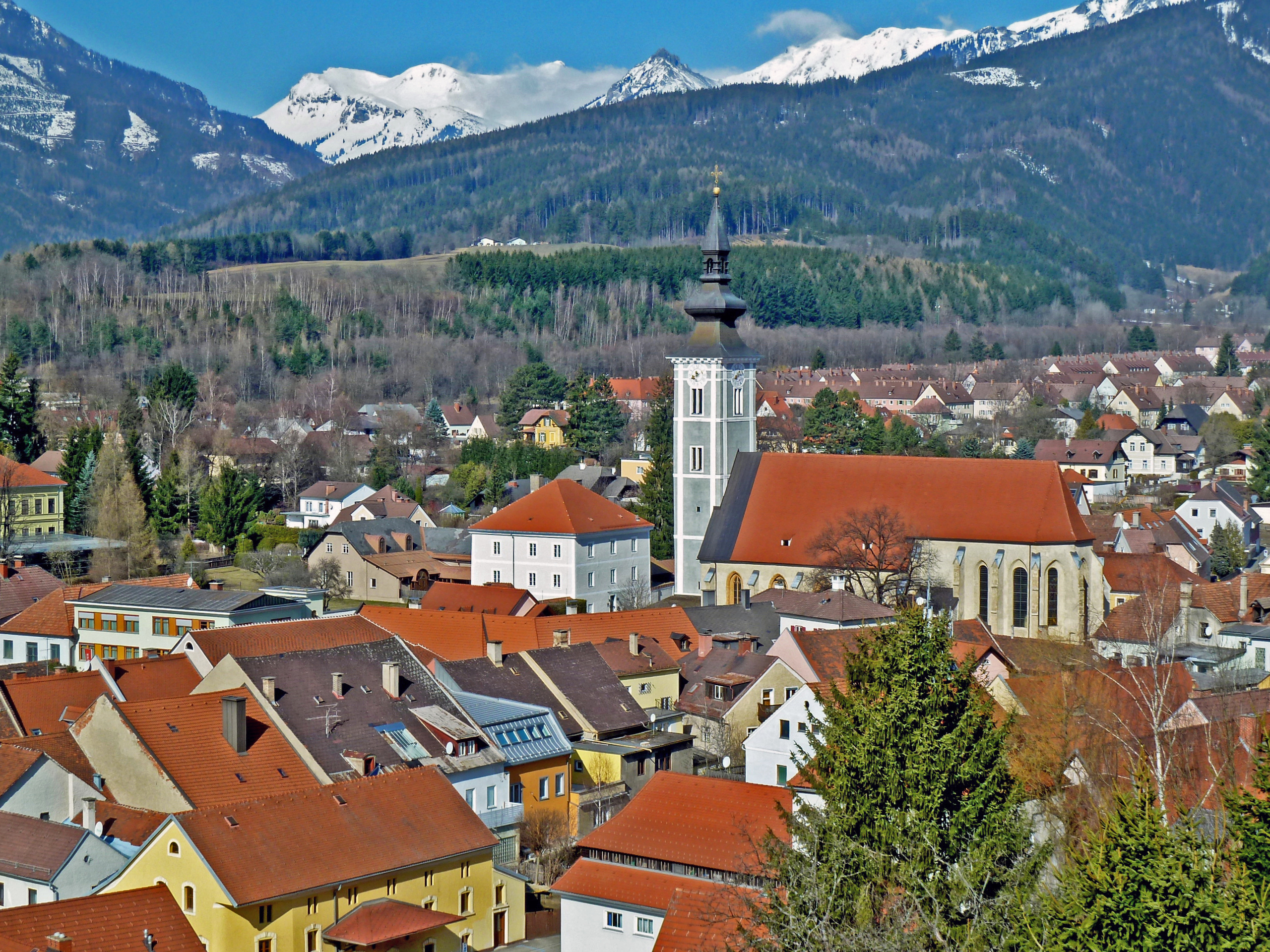
A Szt. Rupert-plébániatemplom

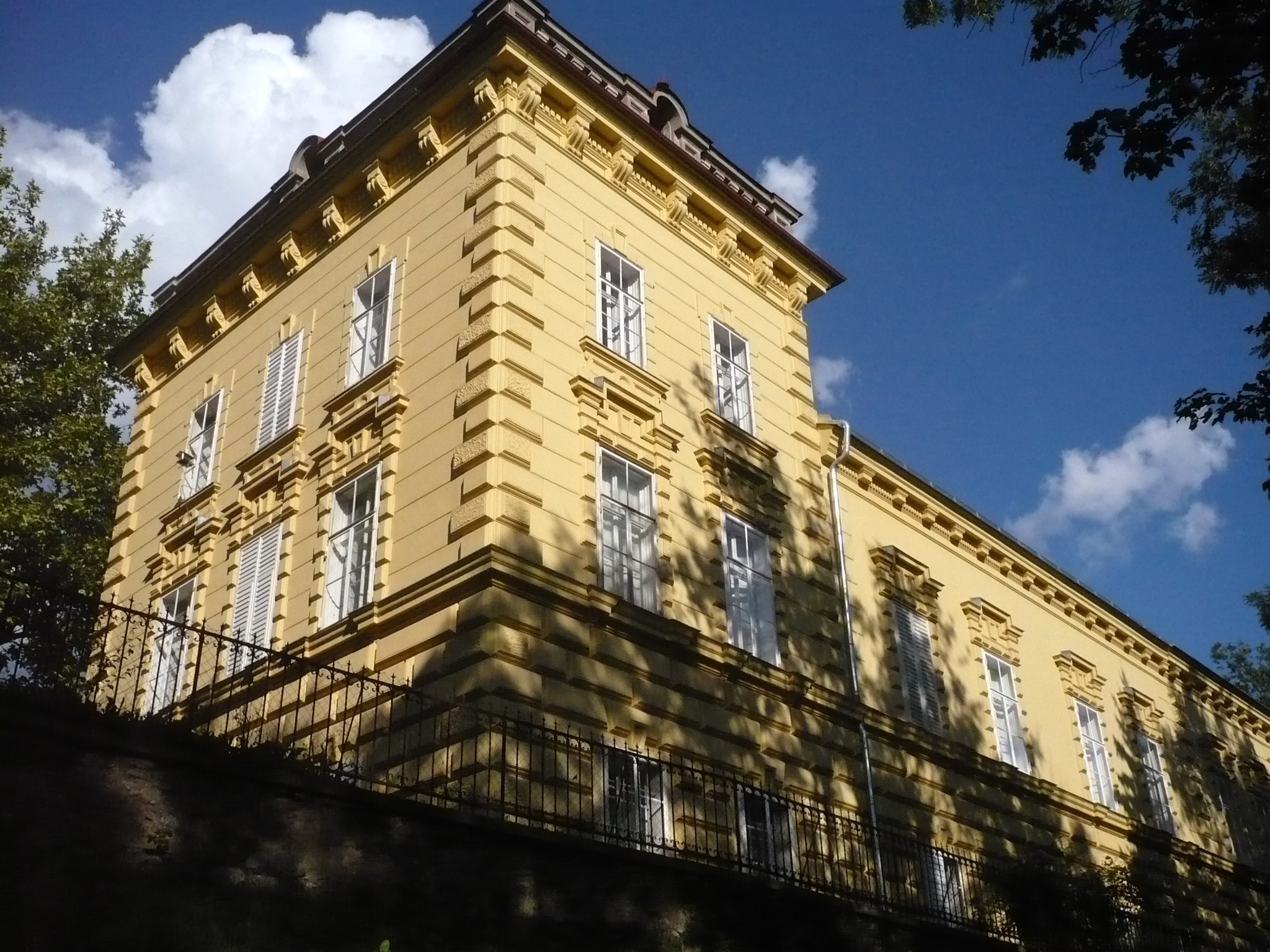
A Mell-kastély

Trofaiach a környező gazdag réz- és vasérclelőhelyek miatt már a bronzkor közepétől kezdve a római koron át a kora középkorig folyamatosan lakott volt. Maga a település a kora középkorban jött létre, nevének eredete (akárcsak számos más környező településé) szláv eredetű (trebiti - irtás). A szlávok aztán beolvadtak a betelepülő bajorok közé, létrehozva a mai stájer népességet. 
Egy 982-es keltezésű oklevélben II. Ottó császár megerősítette a salzburgi érsek birtokait, amelyek közé Trofaiach és környéke is tartozott.Valószínűleg szintén a 10. században alapították a Szt. Rupert-templomot, amelyet csak 1195-ben említenek először írott forrásban. A 13. századra Trofaiach a felső-stájerországi vasérckereskedelem egyik csomópontjává vált. 1277-ben I. Rudolf király egyik oklevelében megemlíti a trofaiachi vasat (ferrum de Treviach). 1314-re jelentősége lecsökkent, amikor egy császári utasítás szerint a Präbichl-hágótól délre termelt vasat Leobenbe kellett szállítani. Ugyanekkor Szép Frigyes vaskereskedelmi monopóliumot adott Loebennek, így Trofaiach sok lakosa inkább oda költözött át.  
A település 1379-ben vásárjogot kapott, amelyet III. Frigyes császár 1455-ben megerősített. Az utolsó nagyobb pestisjárványra 1713-ban került sor, amikor a kb. 500 lakosból hetvenen pusztultak el. A 19. században továbbra is a vasércbányászat volt a vezető iparág. 1875-ben II. Johann Adolf zu Schwarzenberg herceg hatalmas kohót építtetett, amely azonban még faszénnel működött. 1897-ben a Siemens-Martin cég alapított acélművet, amely 37 éven át szolgáltatott munkát a helyi lakosságnak. A vasút - egyelőre még csak egy Loeben-Vordenberg tehervonal formájában - 1872-ben érkezett meg.  
Az első világháborúban a településtől nyugatra mintegy 45 hektáron elterülő puskaporüzemet létesítettek. Az egészen 1926-ig működő gyár építésére 1915 nyarán 5 ezer hadifoglyot osztottak be. 1940-ben a volt üzemi területen tábort létesítettek, ahol először a szovjetekkel kötött szerződés értelmében Bukovinából kitelepített németeket szállásolták el. Őket hamarosan átköltöztették és a helyszínen hadifogoly- és kényszermunkatábor létesült. A háború után a brit megszálló hatóság ideiglenesen itt szállásolta el a Magyarországról Palesztinába kivándorolni szándékozó zsidókat, mintegy 1500 főt. Utána a táborban a szovjet befolyás alá került országokból menekült személyek laktak. 1956-ban, a magyar forradalom leverése után is szállásoltak el itt rövid időre menekülteket. A tábort 1960-ban zárták be. 
Trofaiach 1979-ben kapott városi státuszt. 2012-ben egy népszavazást követően Gai és Hafning községek csatlakoztak Trofaiach önkormányzatához (Vordernberg ugyanekkor a csatlakozás ellen szavazott).

## Lakosság
A trofaiachi önkormányzat területén 2017 januárjában 11 143-an éltek. A város lakossága a második világháború után a menekültek befogadásával közel megduplázódott. Csúcspontját 1981-ben érte el 12 067 fővel, azóta enyhe, de folyamatos csökkenés tapasztalható. 2015-ben a helybeliek 95,1%-a volt osztrák állampolgár; a külföldiek közül 1,1% a régi (2004 előtti), 2,3% az új EU-tagállamokból érkezett. 0,5% a volt Jugoszlávia (Szlovénia és Horvátország nélkül) vagy Törökország, 1,1% egyéb országok polgára. 2001-ben a lakosok 67,8%-a római katolikusnak, 8,6% evangélikusnak, 0,92% muszlimnak, 20,7% felekezet nélkülinek vallotta magát. Ugyanekkor 25 magyar (0,2%) élt a városban.

## Látnivalók

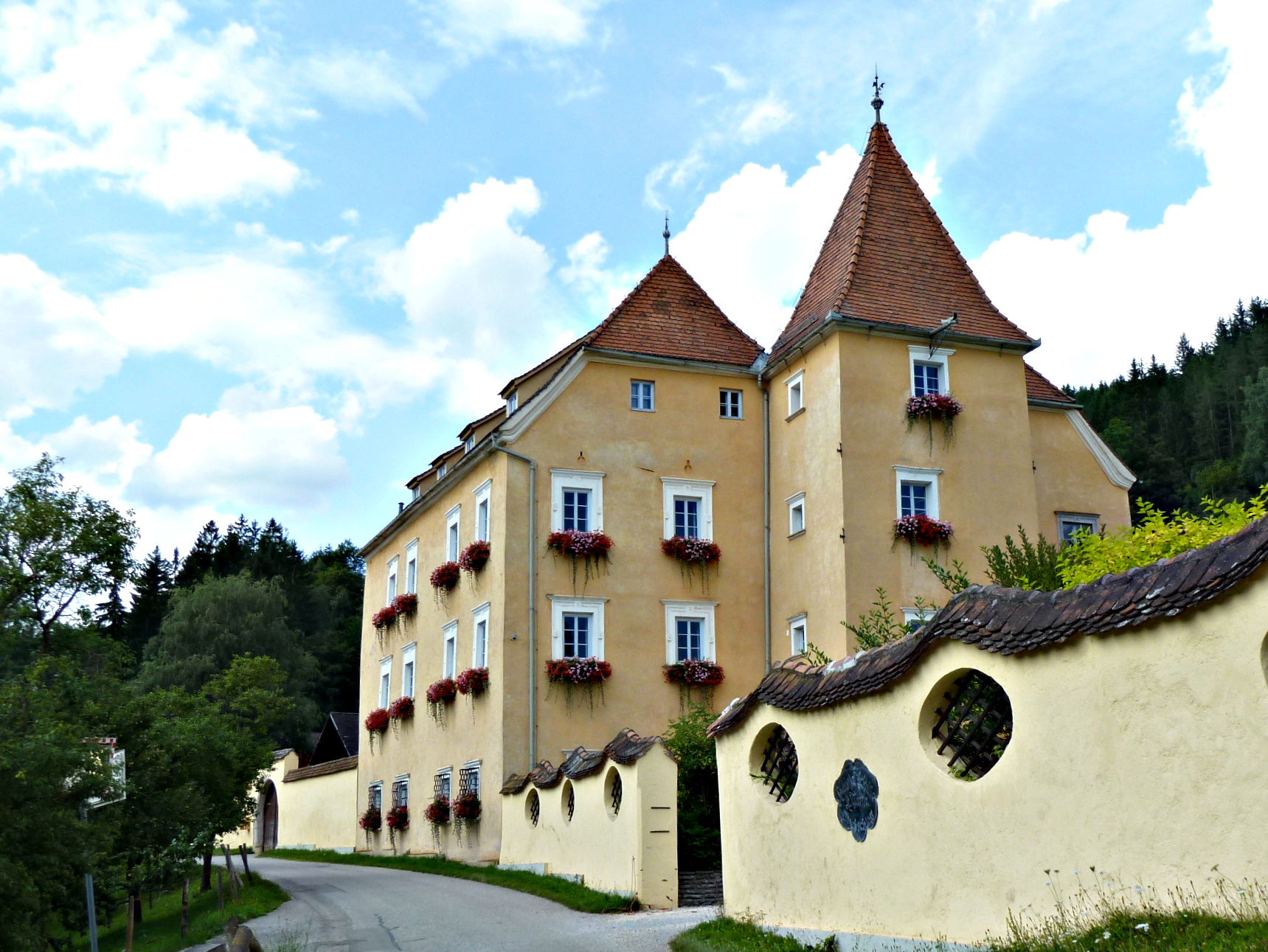
A Stockschloss

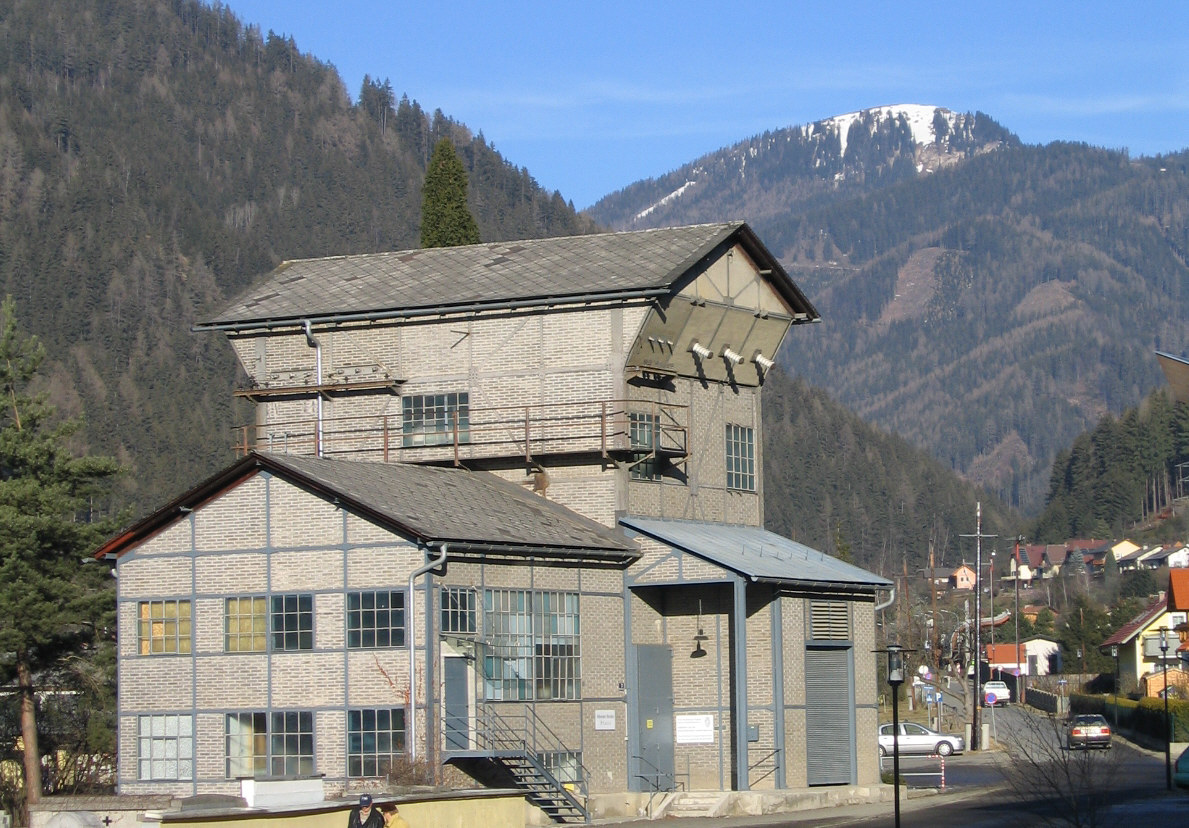
A volt transzformátorállomás ipari műemlék és a helytörténeti múzeum raktára

- a román stílusjegyeket is mutató gótikus Szt. Rupert-plébániatemplom
- Szentháromság-templom; 1195-ben alapította a traunkircheni bencés kolostor.
- az 1872-ben átépített Mell-kastély
- a 17. századi Stibichhofen-kastély. Földszintjén helytörténeti múzeum.
- az oberdorfi Stockschloss
- a Prevenhueber-erdei tanösvény
- a környező Eisenerzi-Alpok kiváló túrázási lehetőséget biztosítanak

## Híres trofaiachiak
- Monika Maierhofer (1967-) világkupagyőztes alpesi síelő

## Testvérvárosok
- Clonmel, Írország
- Kamnik, Szlovénia

## Fordítás
- Ez a szócikk részben vagy egészben  a   Trofaiach című német Wikipédia-szócikk ezen változatának fordításán alapul.  Az eredeti cikk szerkesztőit annak laptörténete sorolja fel. Ez a jelzés csupán a megfogalmazás eredetét és a szerzői jogokat jelzi, nem szolgál a cikkben szereplő információk forrásmegjelöléseként.